# Quercus chrysolepis
Quercus chrysolepis, comúnmente denominado como encina mexicana azul o encino de las barrancas  (Canyon live oak en inglés), es una especie  de Quercus perennifolio, que se encuentra en la parte suroeste de Norteamérica, sobre todo en las sierras costeras de California (California Coast Ranges). Está clasificada en la sección Protobalanus, roble americano y sus parientes, que se encuentran en el suroeste de Estados Unidos y el noroeste de México. Tienen los estilos cortos, las bellotas maduran en 18 meses y tienen un sabor muy amargo. Las hojas suelen tener lóbulos con puntas afiladas, con las cerdas en la punta del lóbulo.

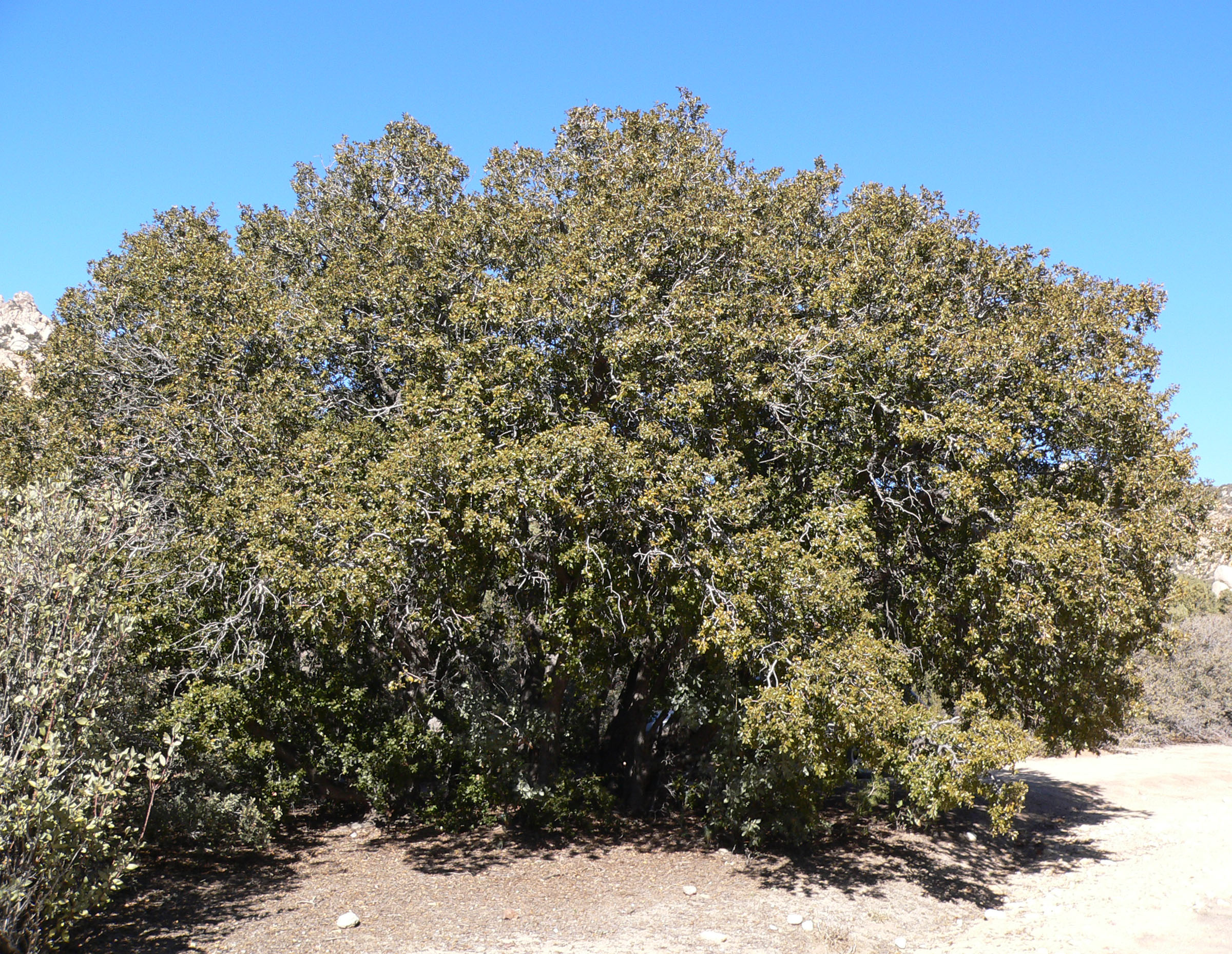
Vista del árbol

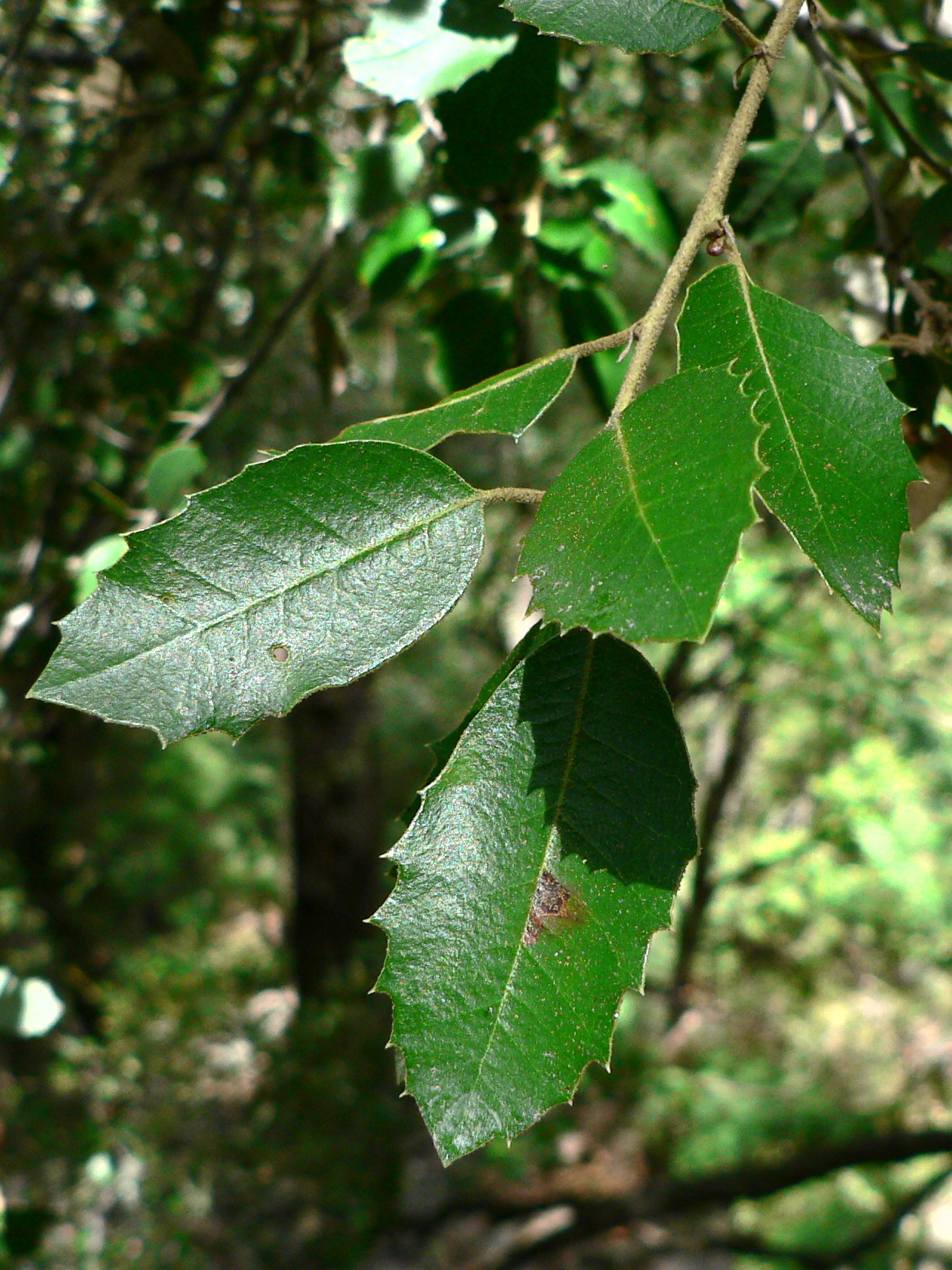
Detalle de las hojas

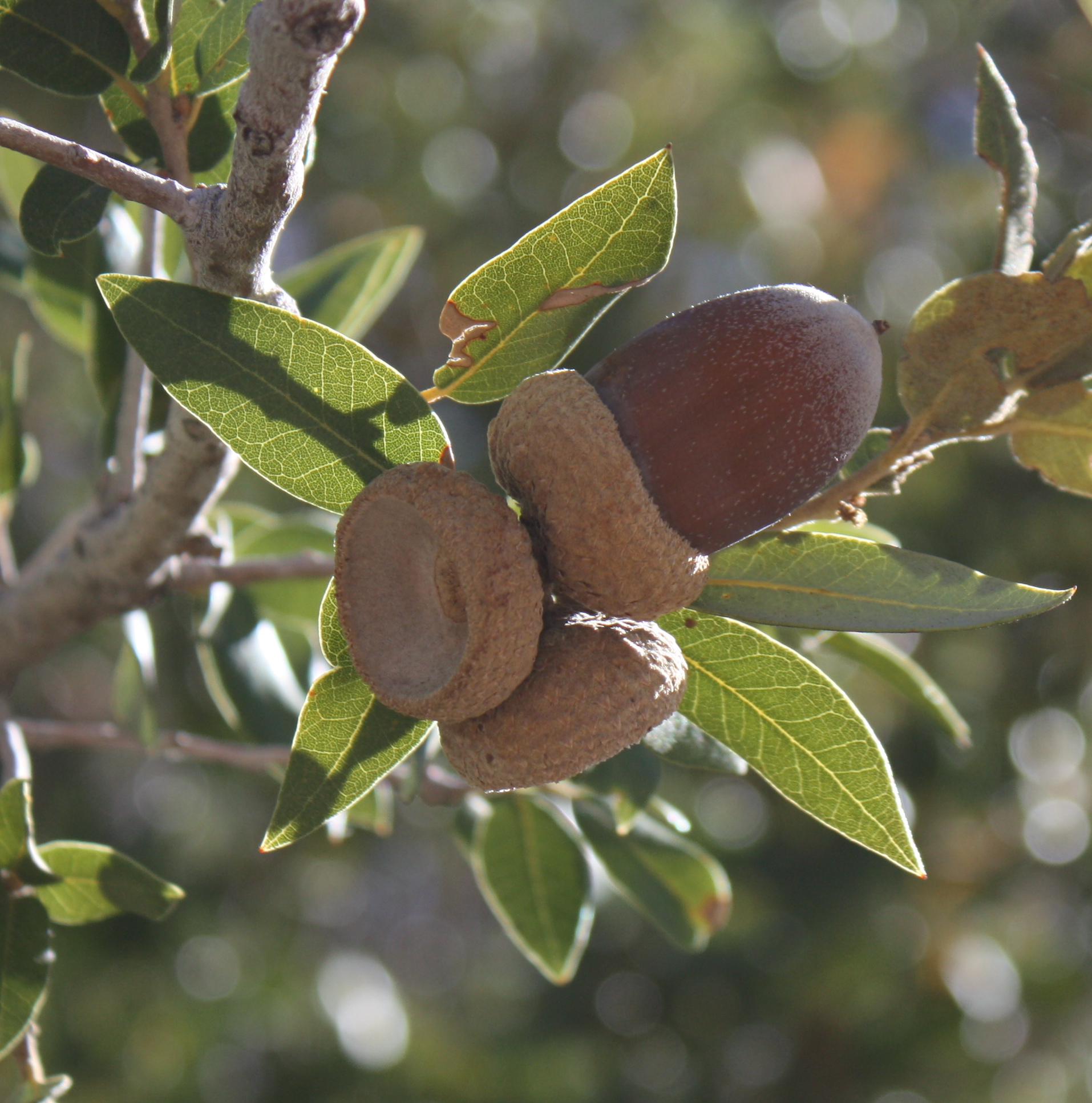
Frutos

## Hábitat
Este árbol se encuentra a menudo cerca de arroyos y barrancas de drenaje, creciendo en microhabitats de terrenos húmedos y frescos. Sus hojas son verde oscuro brillante en la superficie superior con espinas dorsales prominentes; otra identificación rápida se presenta en las hojas del encino de las barrancas, que es geométricamente plana. Están a menudo relacionados simpatricamente con Quercus agrifolia y varias otras especies de roble. Los datos de los fósiles, apoyan una distribución mucho más amplia a través de los Estados Unidos occidentales, durante el período temprano del holoceno.

## Usos
Los pueblos nativos americanos de esta zona utilizaron las bellotas de esta especie como fuente de alimento, después de lixiviar los taninos que contienen; por otra parte, su semilla asada es substituto del café. Después de los incendios forestales, el encino de las barrancas, se regenera vigorosamente por brotes de su base, y la diversidad clónica de esta especie ha demostrado ser alta. Nombres alternativos comunes para este taxón son Canyon oak y "Golden-Cup Oak".

## Morfología
Quercus chrysolepis es un árbol perennifolio con una extensión significativa, ramas horizontales, y una corona amplia, redondeada; logra una altura de seis a treinta metros y se le encuentra a menudo en una forma de crecimiento arbustiva. El diámetro del tronco puede extenderse a partir de 30 a 100 centímetros. Las hojas son de elípticas a oblongas de 2.5 a 8.0 centímetros en longitud con anchuras alrededor de la mitad de esa dimensión; por otra parte, las hojas tienen un pico corto en la extremidad, pero redondeado o embotan en la base. Aunque las hojas aparezcan generalmente planas, pueden tener el borde de los márgenes vueltos levemente hacia abajo, típicamente con los dientes espinosos, particularmente en las ramitas jóvenes. Estas hojas coriáceas son verde oscuro brillante en el haz, con el envés dorado, unas nerviaciones embotadas, y pilosas, después al segundo año se vuelven grisáceas y casi glabras.
La corteza del encino de las barrancas es de una coloración gris clara, y algo lisa o a veces escamosa. Las Bellotas se presentan en solitario o en pares, exhibiendo longitudes de dos a cinco centímetros; estos frutos son variables de tamaño y forma, pero generalmente ovoides, el capirote como una taza baja, gruesa de escalas cubiertas densamente con pelos amarillentos; el tallo es apenas evidente.

## Distribución y hábitat

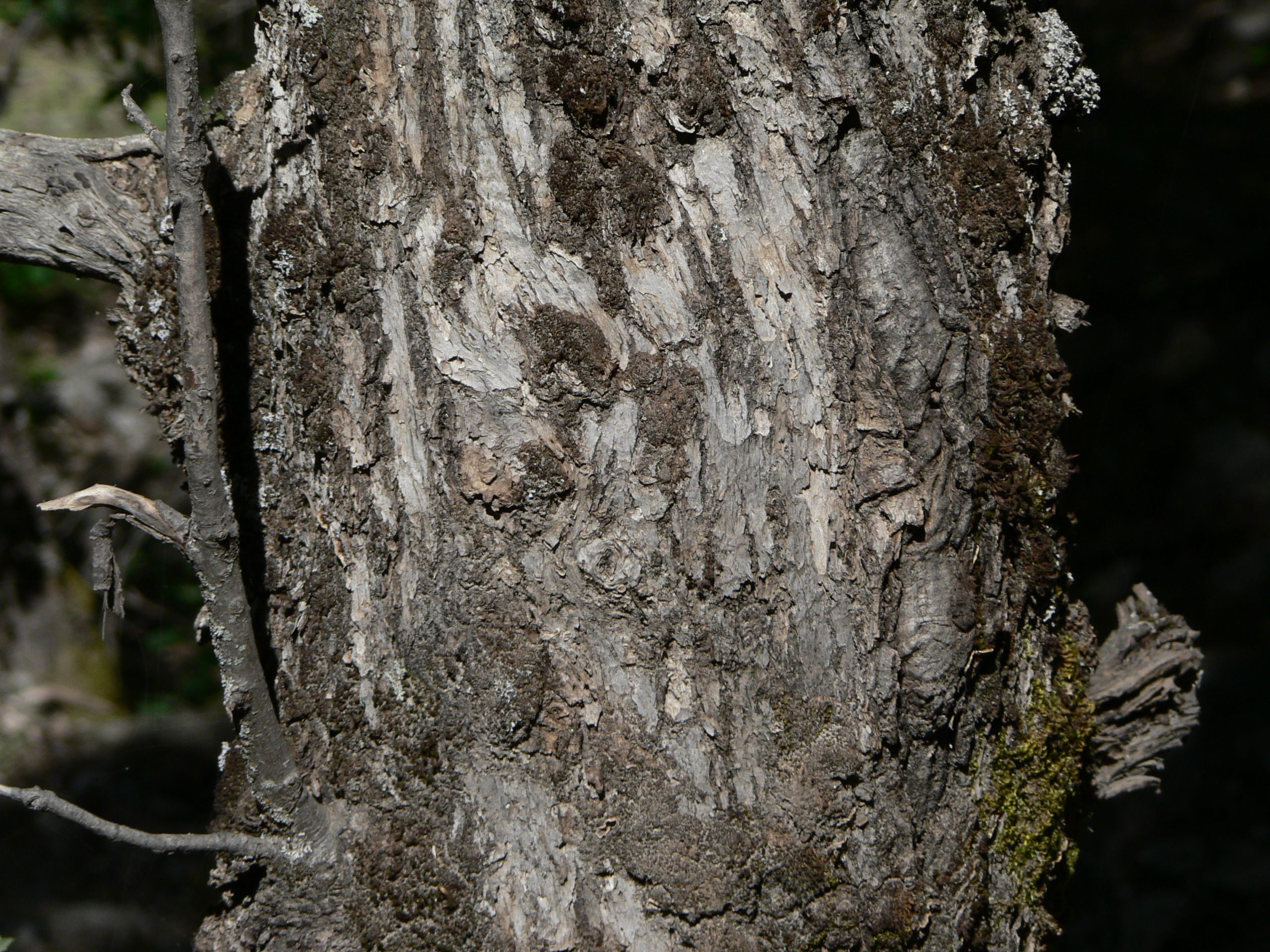
La corteza de su tronco es gris y rugosa.

El encino de las barrancas se encuentra en una gran variedad de comunidades de bosque en los Estados Unidos del suroeste. Se encuentra solamente en 1.12 millones de acres (4.500 km²) del bosque del interior de California, incluyendo distribución de costa y distribución discontinua en las laderas de las zonas este meridional y central de Sierra Nevada. Este árbol es raro al este de las crestas de la Cordillera de las Cascadas. Se encuentran poblaciones dispersas, en las regiones montañosas de suroeste de Nevada y en áreas del occidente y de centro de Arizona, y del noroeste México.
El encino de las barrancas es tolerante a una variedad de tipos de suelo, incluyendo terrenos muy rocosos o con guijarros. Es resistente a las temperaturas frías por debajo de -11 °F, y crecerá en suelos de neutros a moderadamente ácidos en escalas de pH de 4.5 a 7.5. El encino de las barrancas crece en alturas desde 500 a 1500 metros en al suroeste de Oregón; en la California del norte, a partir de 100 hasta 1400 metros; y en la California meridional, hasta aproximadamente 2700 metros. Quercus chrysolepis puede ser el árbol dominante en las paredes escarpadas de las barrancas, especialmente en localizaciones bajas de suelos rocosos. En áreas de precipitaciones de medias a altas, se encuentra en laderas orientadas hacia el Sur, y en las partes más calientes, más secas de su distribución, en caras norteñas de las laderas.

## Ecología
Además del uso prehistórico de los encinos de las barrancas como fuente humana de alimento, las bellotas son consumidas por una variedad de fauna tan diversa como, el carpintero bellotero, ardilla de tierra de California, rata de madera de pata oscura, ratón de las cosechas occidental y los ciervos de cola negra. Asombrosamente la fauna silvestre parecen tener pocas diferencias en sus preferencias de alimento entre las diversas especies de robles. La extensa hibridación de los encinos de las barrancas se ha documentado con varias otras especies simpátricas de robles, probablemente en mayor medida que para cualquier otra especie de Quercus. La capacidad de Quercus chrysolepis para competir con otros árboles dominantes dentro de su área de distribución se ha analizado desde el punto de vista de la arquitectura de la hoja y de su capacidad fotosintética. Los resultados del estudio explican esto, en ambientes de luz corta, Q. chrysolepis hacia fuera-compite la especie con tamaño superior de hoja y masa de la corona por unidad de volumen por su mayor eficacia y vida útil fotosintética de la hoja.
El encino de las barrancas proporciona el hábitat funcional adecuado para mucha fauna proporcionando perchas, zona de anidada, de descanso, o lugar de forraje para numerosas especies de pájaros, y sombra y cubierta para otros diversos mamíferos. Los jóvenes Q. chrysolepis son con sus hojas una fuente alimenticia disponible de fácil ramoneo. Los arbolados del encino de las barrancas sirven como excelente hábitat del león de montaña debido a la gran población de ciervos que frecuentan estas áreas. Muchas especies buscan alimento en el follaje de los encinos de las barrancas incluyendo el conejo de jack de cola negra, castor, conejo del cepillo, campañol, Chipmunk de Sonoma, ratón de cacto, ratón de ciervos, y puerco espín. Los roedores Gopher de bolsillo se alimentan a menudo en el cámbium de los encinos de las barrancas jóvenes.

## Taxonomía
Quercus chrysolepis fue descrita por  Frederick Michael Liebmann    y publicado en Oversigt over det kongelige danske videnskabernes selskabs forhandlinger og dets medlemmers arbeider. 1854: 173. 1854.
Etimología
Quercus: nombre genérico del latín que designaba igualmente al roble y a la encina.
chrysolepis: epíteto latino que significa "con escamas doradas".
Sinonimia
- Quercus chrysophyllus Kellogg, Proc. Calif. Acad. Sci. 1: 67 (1855).
- Quercus crassipocula Torr., Pacif. Railr. Rep. Parke, Bot. 4: 137 (1857).
- Quercus fulvescens Kellogg, Proc. Calif. Acad. Sci. 2: 70 (1863).
- Quercus oblongifolia R.Br., Ann. Mag. Nat. Hist., IV, 7: 252 (1871).
- Quercus wilcoxii Rydb., Bull. New York Bot. Gard. 2: 227 (1901).[9]